# Fiesole
Fiesole ist eine Stadt mit 13.813 Einwohnern in der Metropolitanstadt Florenz, Region Toskana, Italien. Sie ist reich an Kunstschätzen aus verschiedenen Epochen, Sitz des Europäischen Hochschulinstituts, des Departements für Renaissancestudien der Harvard University und der Georgetown University sowie Sitz des Bischofs von Fiesole. Das Dekameron des florentinischen Autors Giovanni Boccaccio ist im Fiesole des 14. Jahrhunderts angesiedelt. Im 20. Jahrhundert wird die Stadt dann sowohl in dem Roman Peter Camenzind (1904) von Hermann Hesse als auch in E. M. Forsters Zimmer mit Aussicht (1908) ausführlich beschrieben.
Ursprünglich ab dem 9. Jahrhundert v. Chr. als etruskische Siedlung errichtet, ist die Stadt nunmehr bereits seit Jahrhunderten als exklusiver Nobelvorort der florentinischen Oberschicht bekannt (u. a. durch den Bau der Villa Medici von Fiesole (1457) des Leon Battista Alberti). Sie bleibt bis heute gemäß Statistiken noch immer die reichste Gemeinde der gesamten Toskana.

## Geografie
Die Gemeinde erstreckt sich über rund 42 km². Sie liegt etwa 6 km nordöstlich von Florenz am Fluss Mugnone. Zu den Ortsteilen zählen Caldine, Pian di Mugnone, Pian di San Bartolo, San Jacopo al Girone und Compiobbi.
Die Höhenlage erstreckt sich von ca. 50 m s.l.m. (Arno bei San Jacopo al Girone) bis 702 m s.l.m. (Poggio Pratone).
Die Nachbargemeinden sind Bagno a Ripoli, Borgo San Lorenzo, Florenz, Pontassieve, Sesto Fiorentino und Vaglia.

## Geschichte

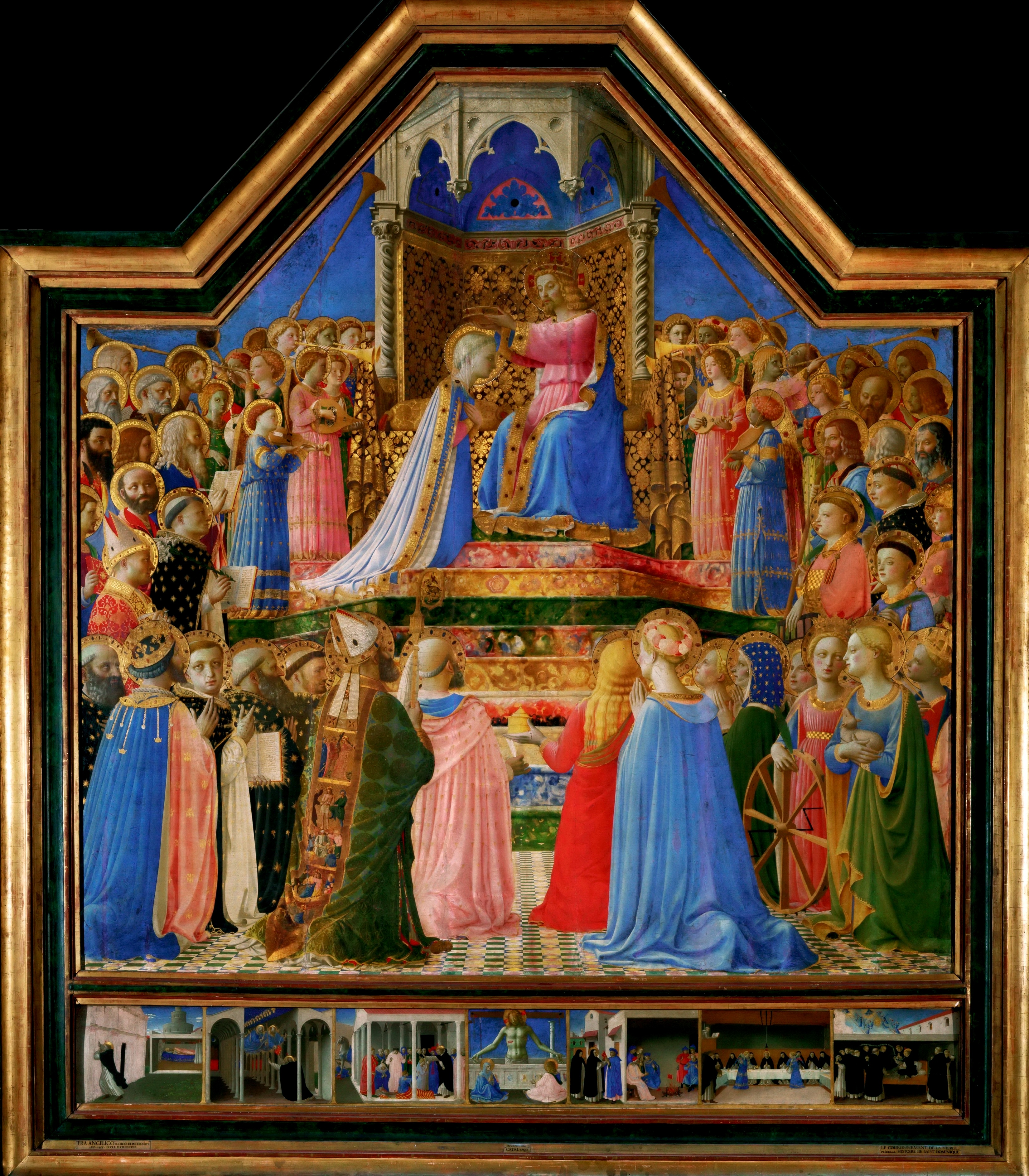
Fra Angelicos Marienkrönung (1434–1435), ursprünglich im Kloster San Domenico von Fiesole, heute im Louvre in Paris

Das antike Faesulum war eine Gründung der Etrusker und wurde von ihnen Vipsul genannt. Die Stadtmauer wurde im 5. Jahrhundert v. Chr. begonnen und im 3. Jahrhundert v. Chr. ausgebaut. Für diese Zeit wird Faesulae zum ersten Mal in schriftlichen Quellen erwähnt: 225 v. Chr. erlitten dort die Römer eine Niederlage gegen die Kelten, während des Zweiten Punischen Krieges lagerte Hannibal 217 v. Chr. zeitweilig bei Faesulum. Im Bundesgenossenkrieg wurde die Stadt 90 v. Chr. vom römischen Feldherrn Lucius Porcius Cato zerstört. Einige Jahre später siedelte der Diktator Sulla dort eine Veteranenkolonie an. 63 v. Chr. beteiligte sich Faesulae am Aufstand Catilinas.
Während der Zeit des Augustus wurden ein Theater errichtet. 405 besiegte Stilicho bei Faesulum die Westgoten. 1125 wurde die Ortschaft von Florenz eingenommen und bis auf den Dom und den Bischofspalast zerstört. Belegt ist auch, dass der Künstler und Wissenschaftler Leonardo Da Vinci auf den Hügeln Fiesoles zum ersten Mal mit frühen Flugmodellen experimentiert hat.
Im 14. Jahrhundert besaßen reiche Florentiner Landhäuser in Fiesole, und eines davon ist der Schauplatz der Rahmenerzählung des Dekamerons. Boccaccios Gedicht Il Ninfale fiesolano ist eine mythologische Erzählung über die Ursprünge der Gemeinde.
Im April 1944 wurde Fiesole Schauplatz eines der wenigen Beispiele der Zusammenarbeit der Carabinieri mit der Resistenza (insbesondere mit der sozialistischen Brigade Giustizia e Libertà), als Beitrag zur Befreiung Italiens von den Nationalsozialisten. Die Aufgabe der Carabinieri von Fiesole bestand zunächst in der Beschaffung von Informationen, der Versorgung mit Waffen und Proviant und der direkten Beteiligung an Sabotageaktionen. Ab Juli 1944 wurde auch zu offenen Angriffen übergegangen. Bei einem Feuergefecht mit der Wehrmacht wurde ein deutscher Soldat getötet. Die Besatzer antworten darauf mit standrechtlichen Erschießungen von gefangengenommenen Carabinieri und der Geiselnahme von Zivilisten. Drei Carabinieri (Alberto La Rocca, Vittorio Marandola e Fulvio Sbarretti) boten sich für einen Gefangenenaustausch an, unter der Bedingung der Freilassung der Zivilisten. Sie wurden am 12. August 1944 unmittelbar nach erfolgtem Austausch erschossen. Ihrem Opfer zu Ehren wurde 1964 ein Denkmal im Park von Fiesole errichtet.

## Sehenswürdigkeiten
- Dom San Romolo, gelegen an der zentralen Piazza Mino da Fiesole, dem alten römischen Forum. Begonnen 1028, nach einigen Erweiterungen während des 13. und 14. Jahrhunderts tiefgreifende Restaurierung von 1878 bis 1883. Der romanische Bau ist im Inneren – wenngleich in sehr viel einfacherer Ausführung – von Formen geprägt, die für die florentinische Protorenaissance typisch sind. Der schlanke, das Ortsbild prägende und weithin sichtbare Campanile vom Anfang des 13. Jahrhunderts mit Überarbeitungen im 18. und 19. Jahrhundert.
- Chiesa Sant’Alessandro, auf dem Vorplatz der Kirche großartige Aussicht auf Florenz
- Kloster San Francesco
- Kloster San Domenico
- Badia Fiesolana
- Zona Archeologica
- Museo Bandini
- Villa Medici

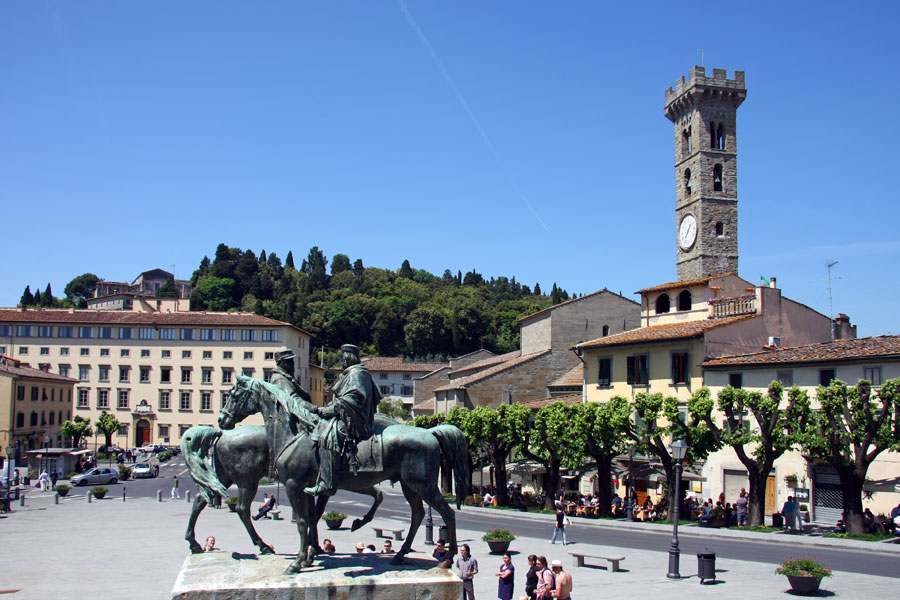
Piazza Mino
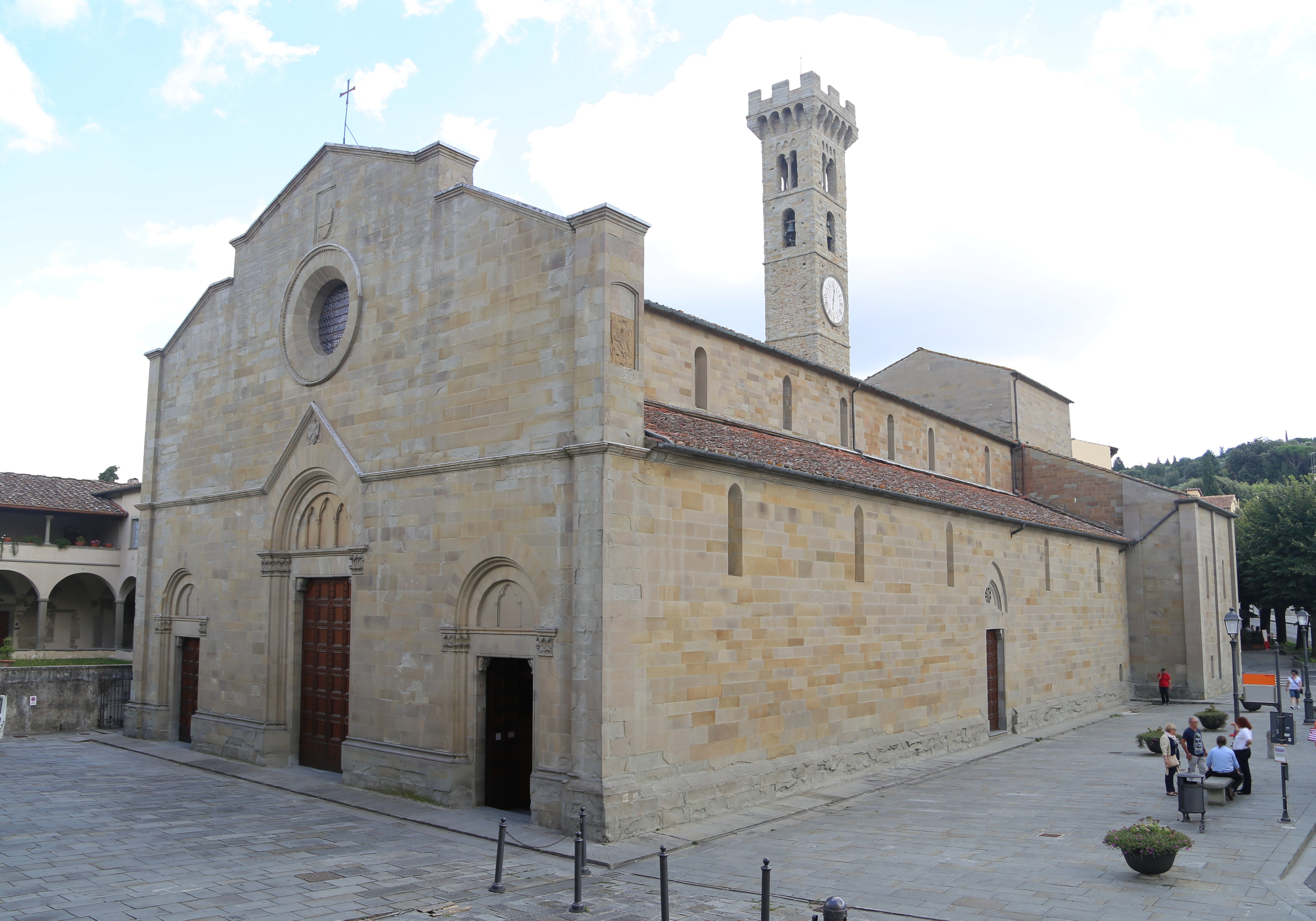
Der Dom S. Romolo (1028)
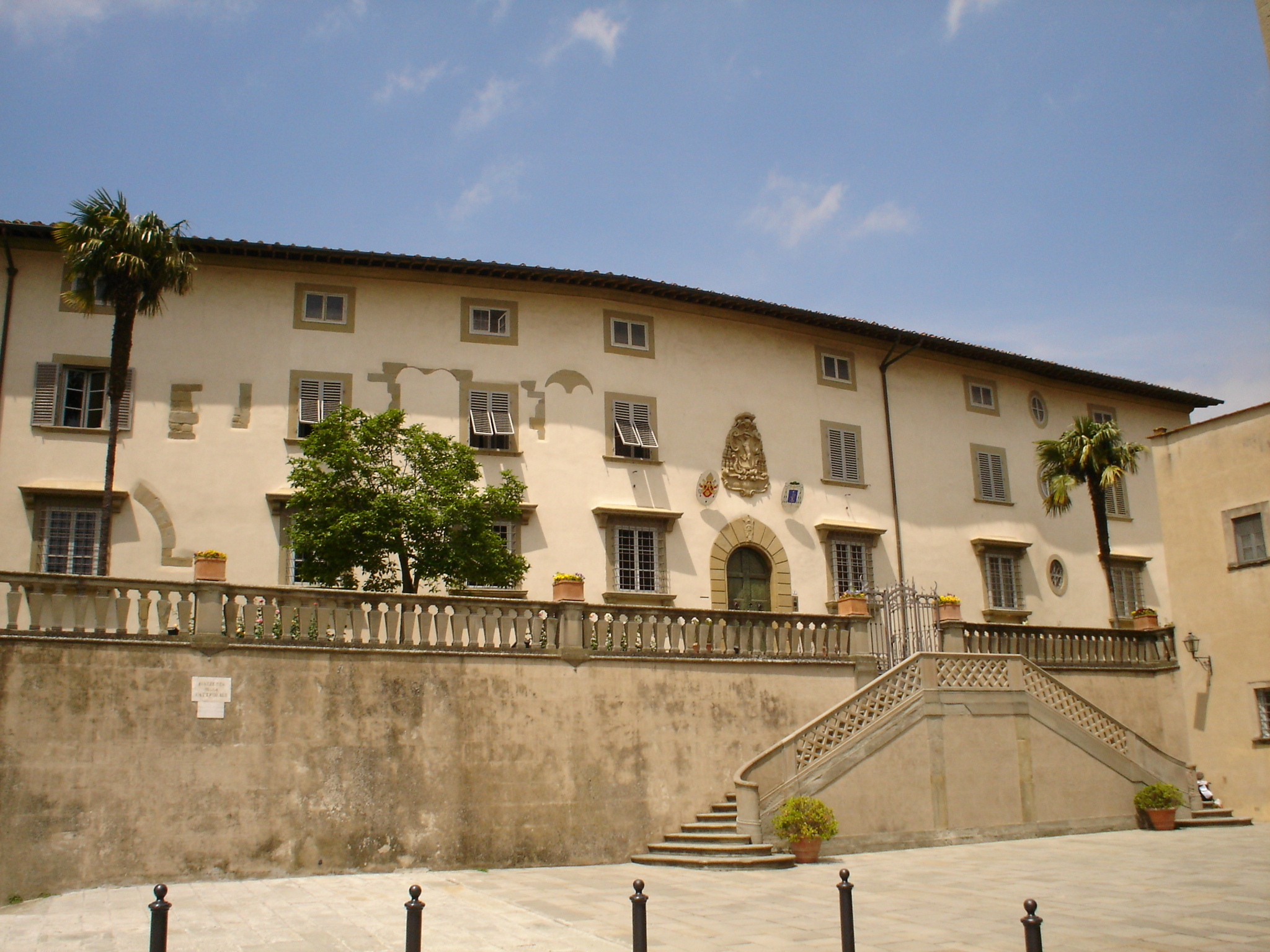
Palazzo Vescovile
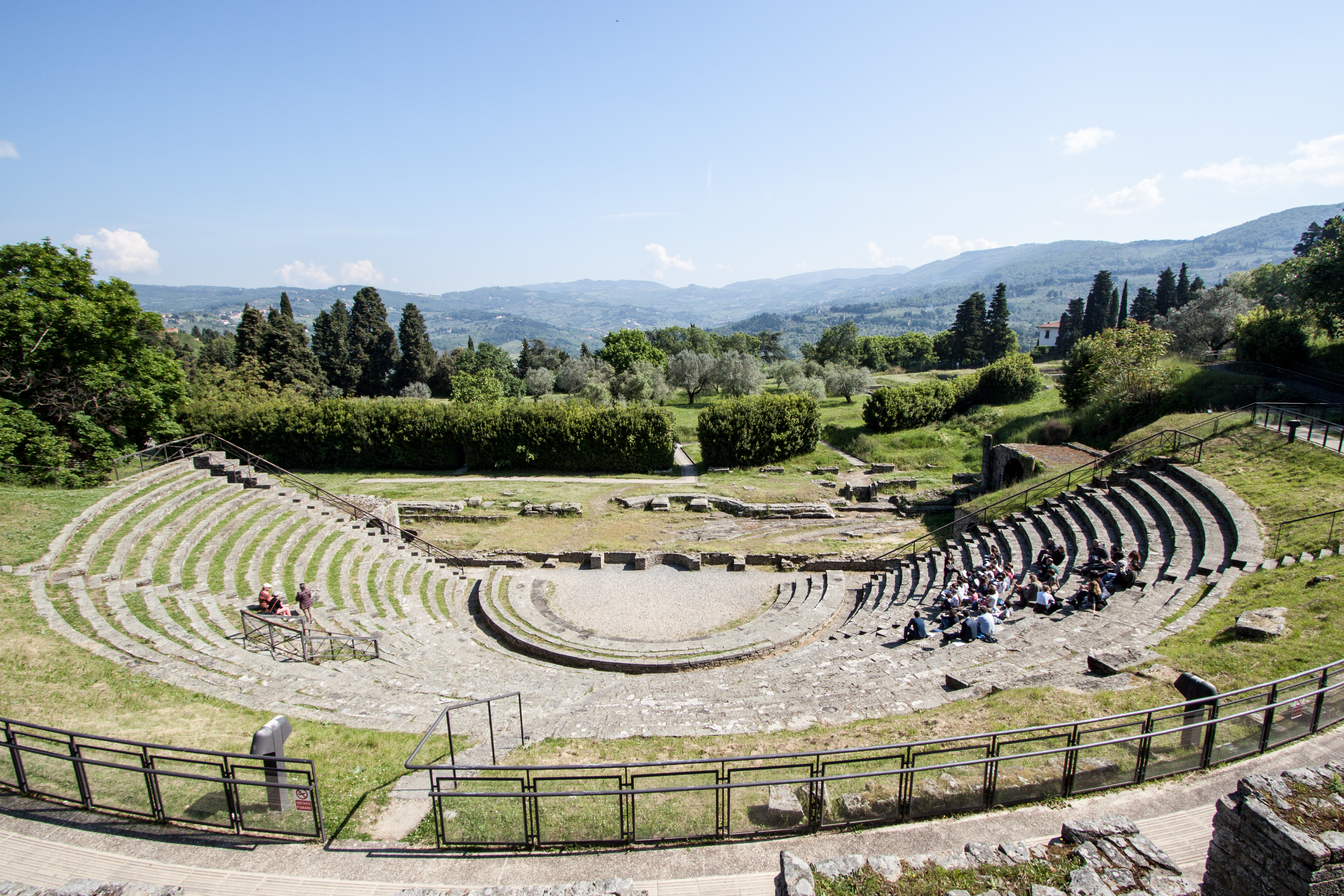
Römisches Theater
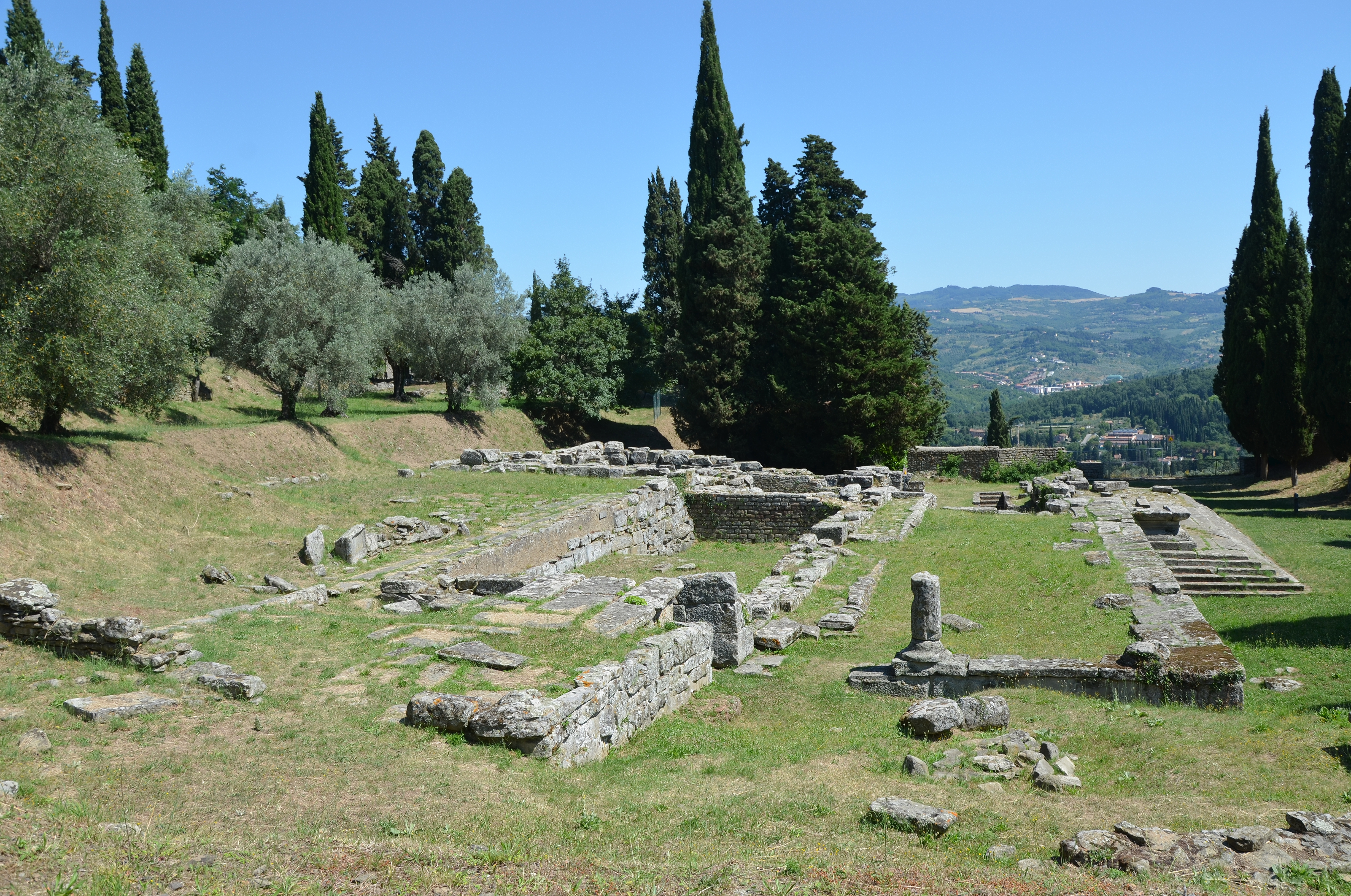
Ausgrabungen des ehemaligen etruskisch-römischen Tempels
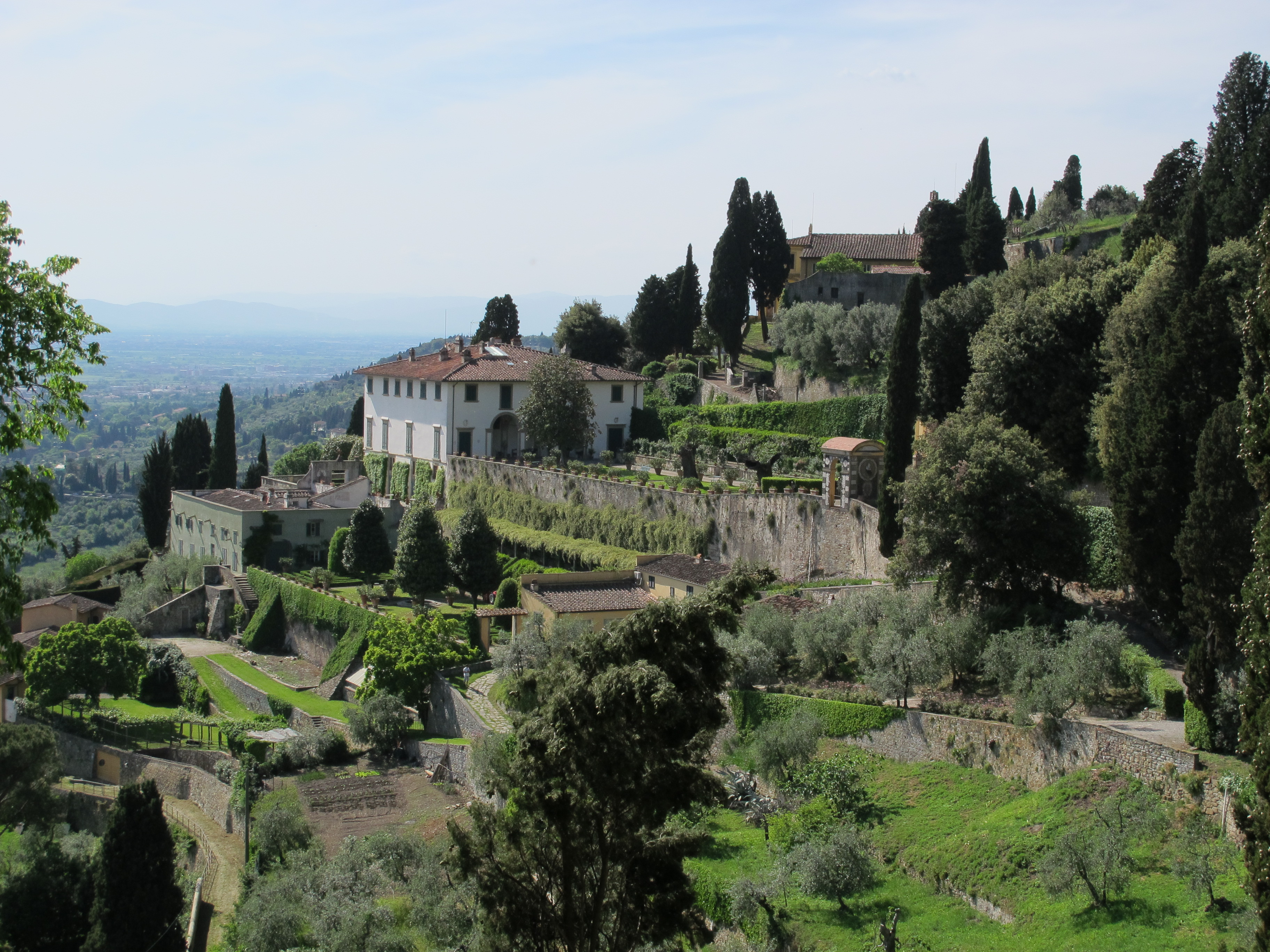
Die Medici-Villa von Fiesole aus dem Jahr 1457 von Leon Battista Alberti
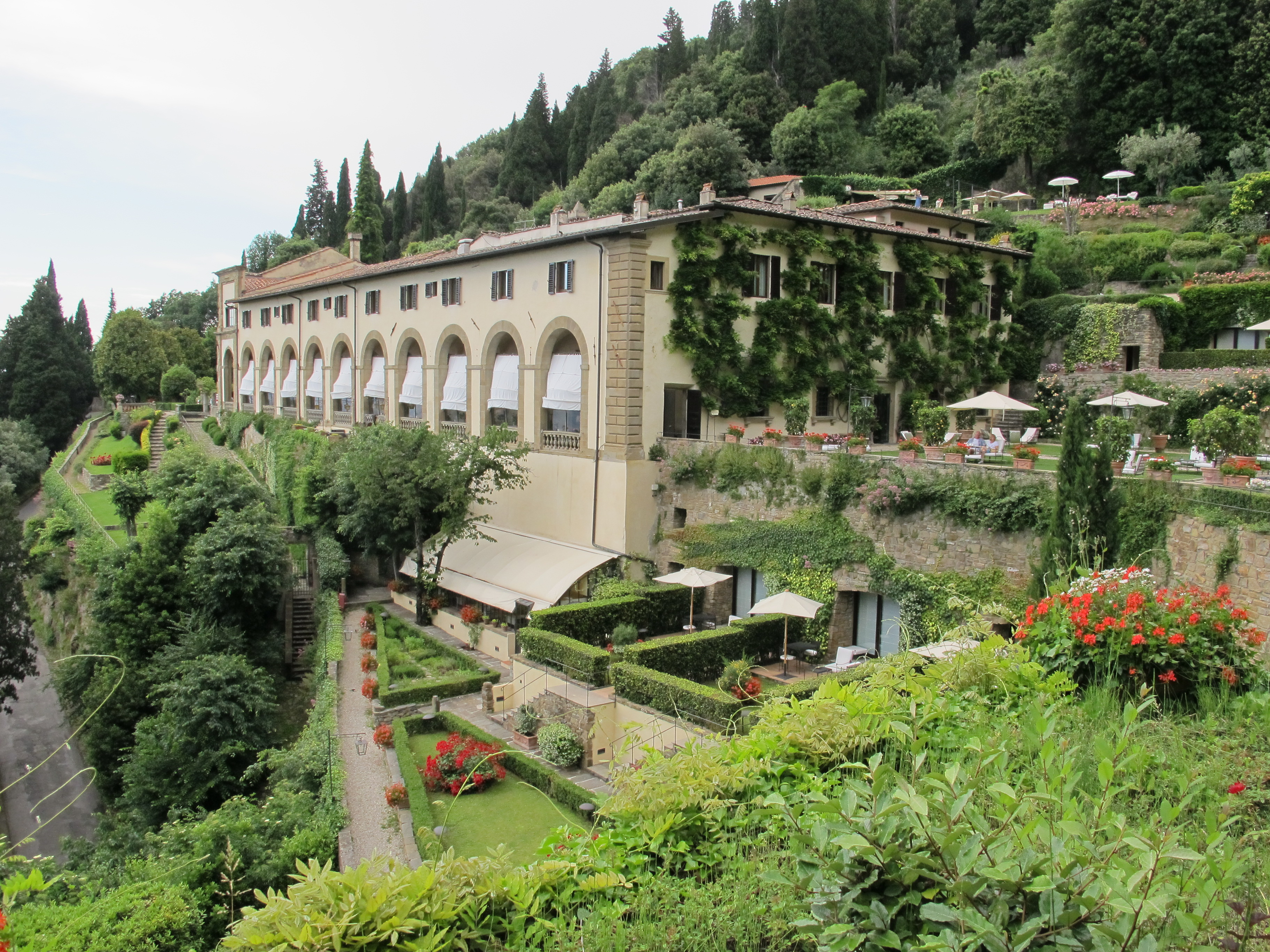
Villa San Michele (nach architekt. Zeichnungen von Michelangelo)
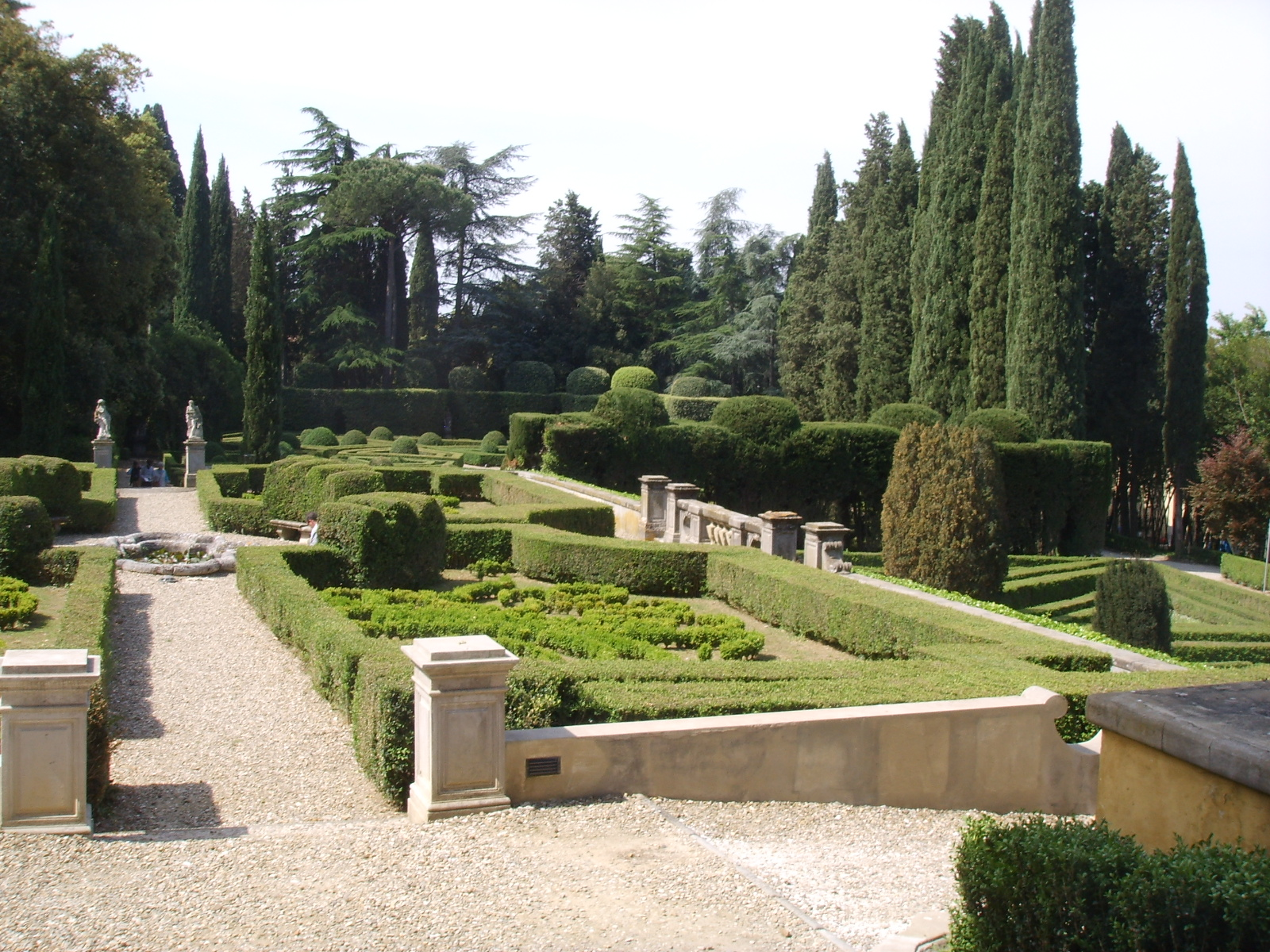
Garten der Villa Schifanoia, Spielplatz des Dekamerons von Giovanni Boccaccio
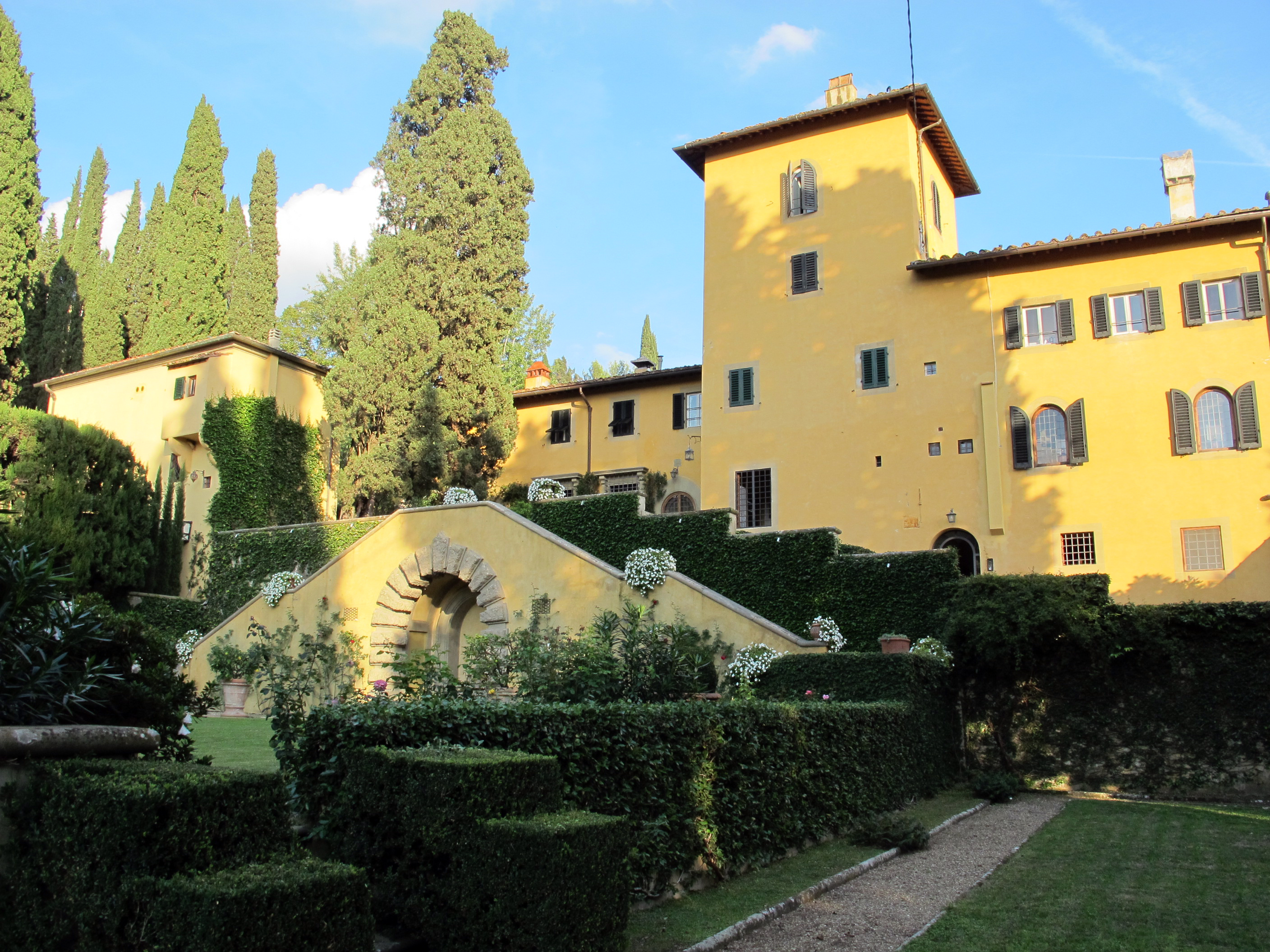
Villa Sparta, ehem. Exilresidenz der griechisch-rumänischen Königsfamilie
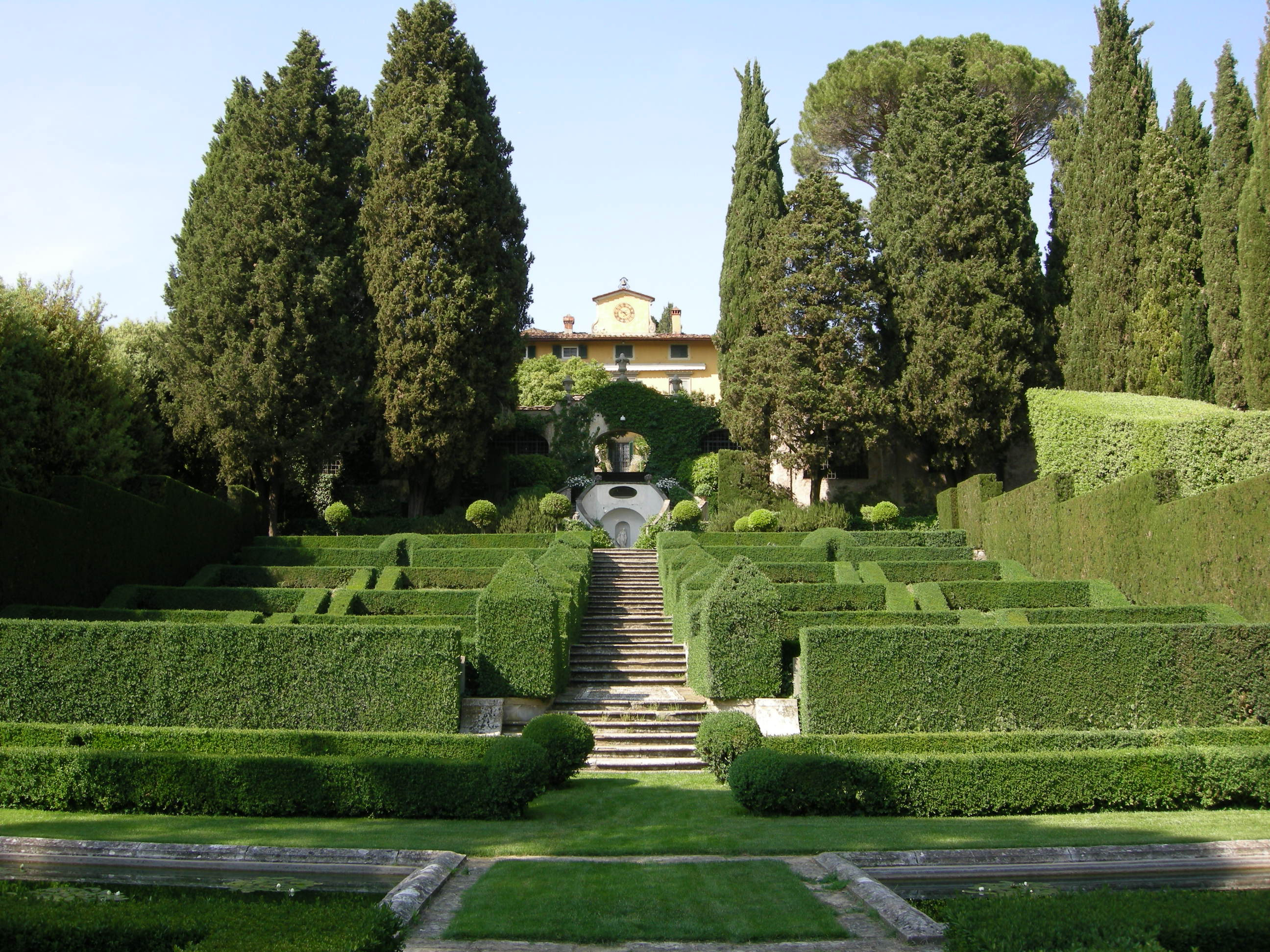
Villa I Tatti, Sitz der Harvard University in Florenz
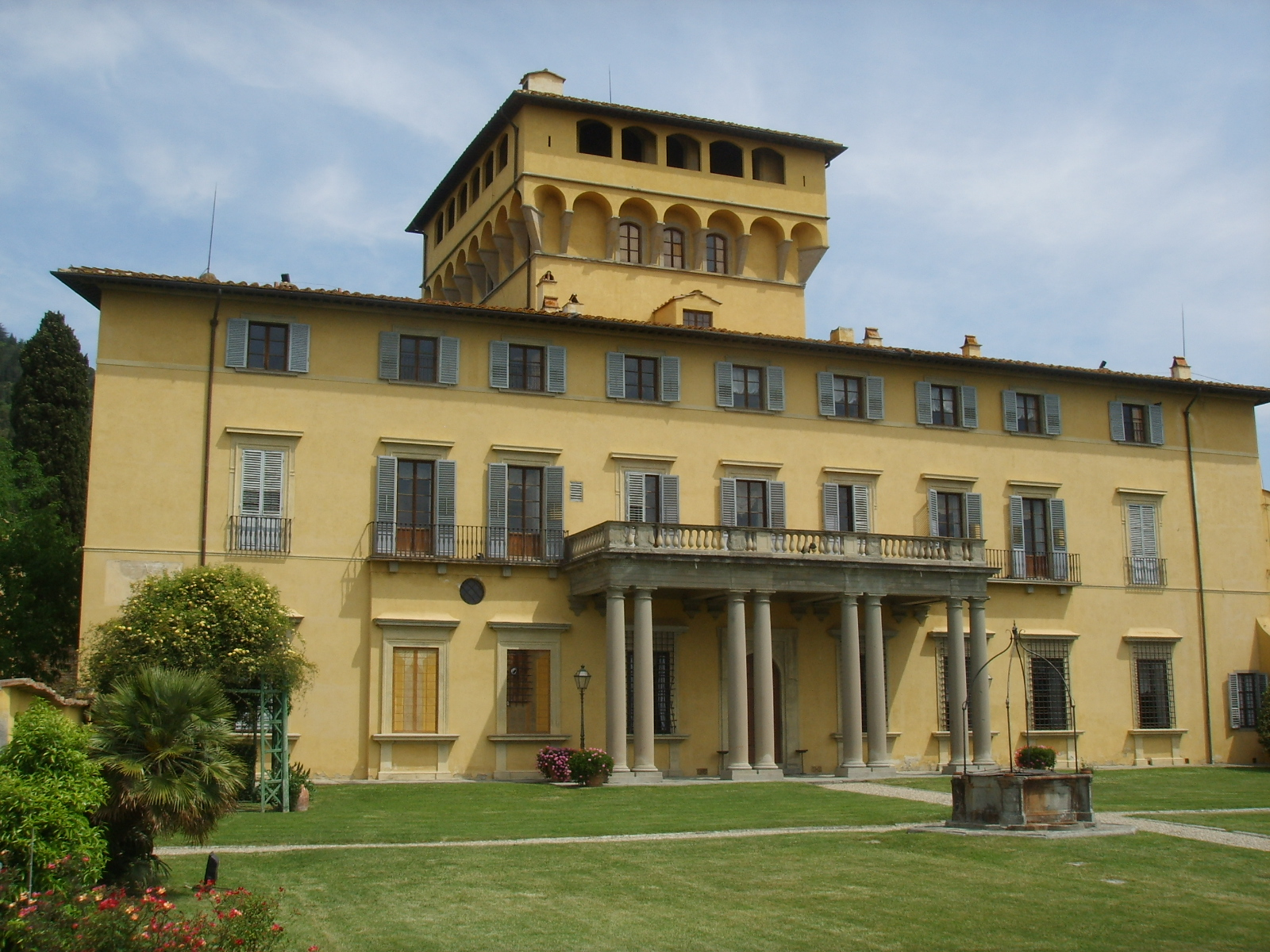
Villa di Maiano
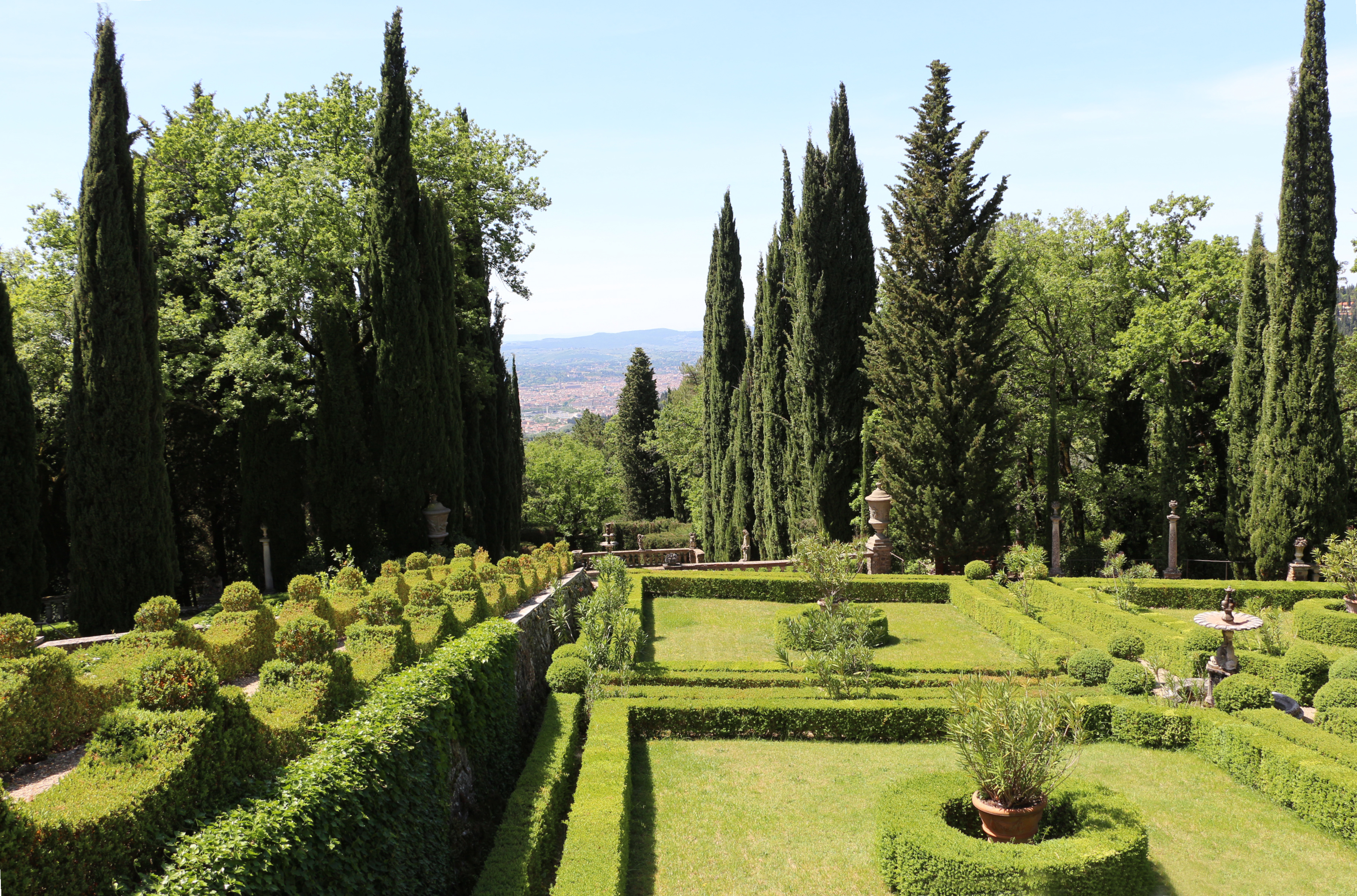
Parkanlage der Villa Peyron mit Blick auf Florenz
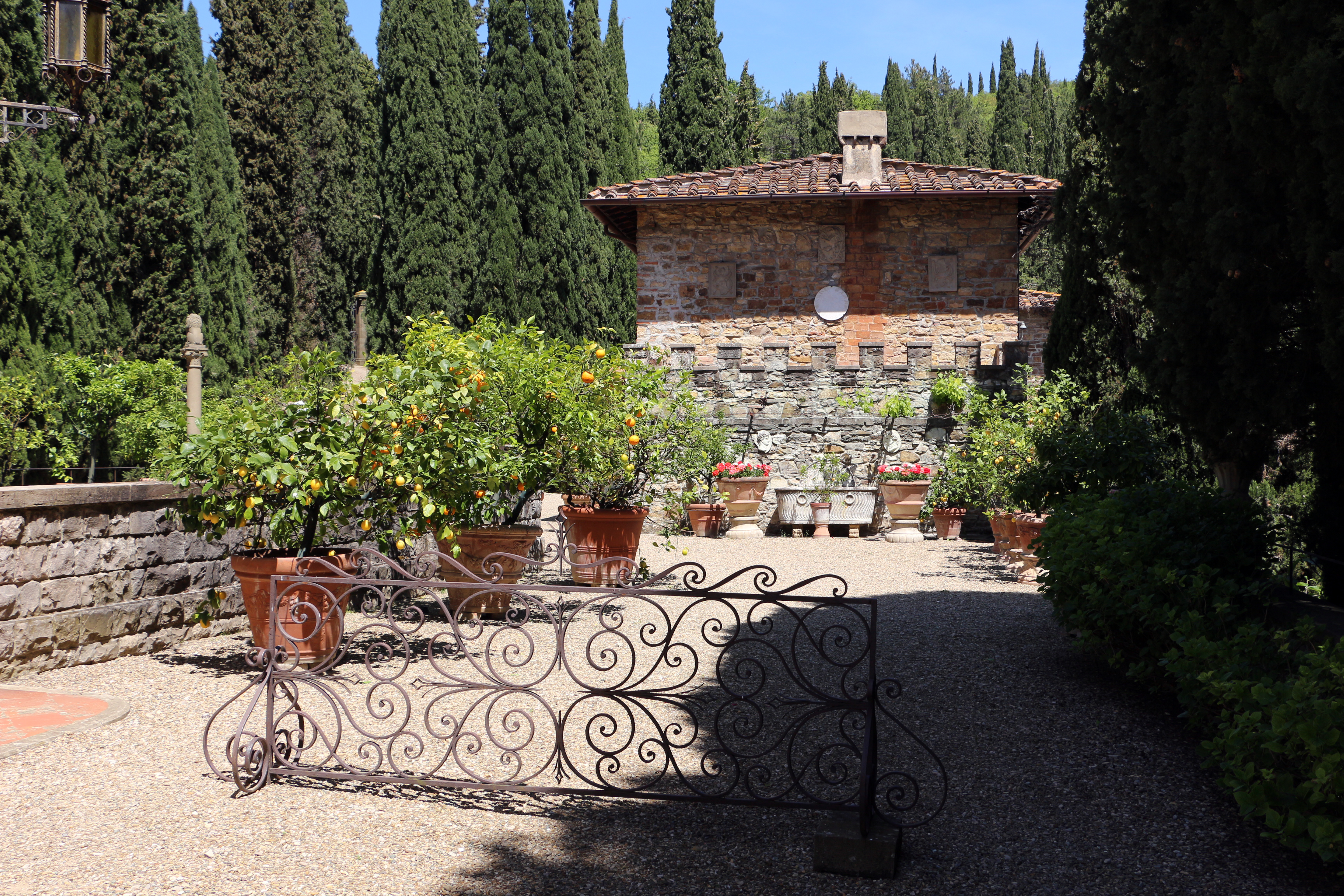
Fonte Lucente
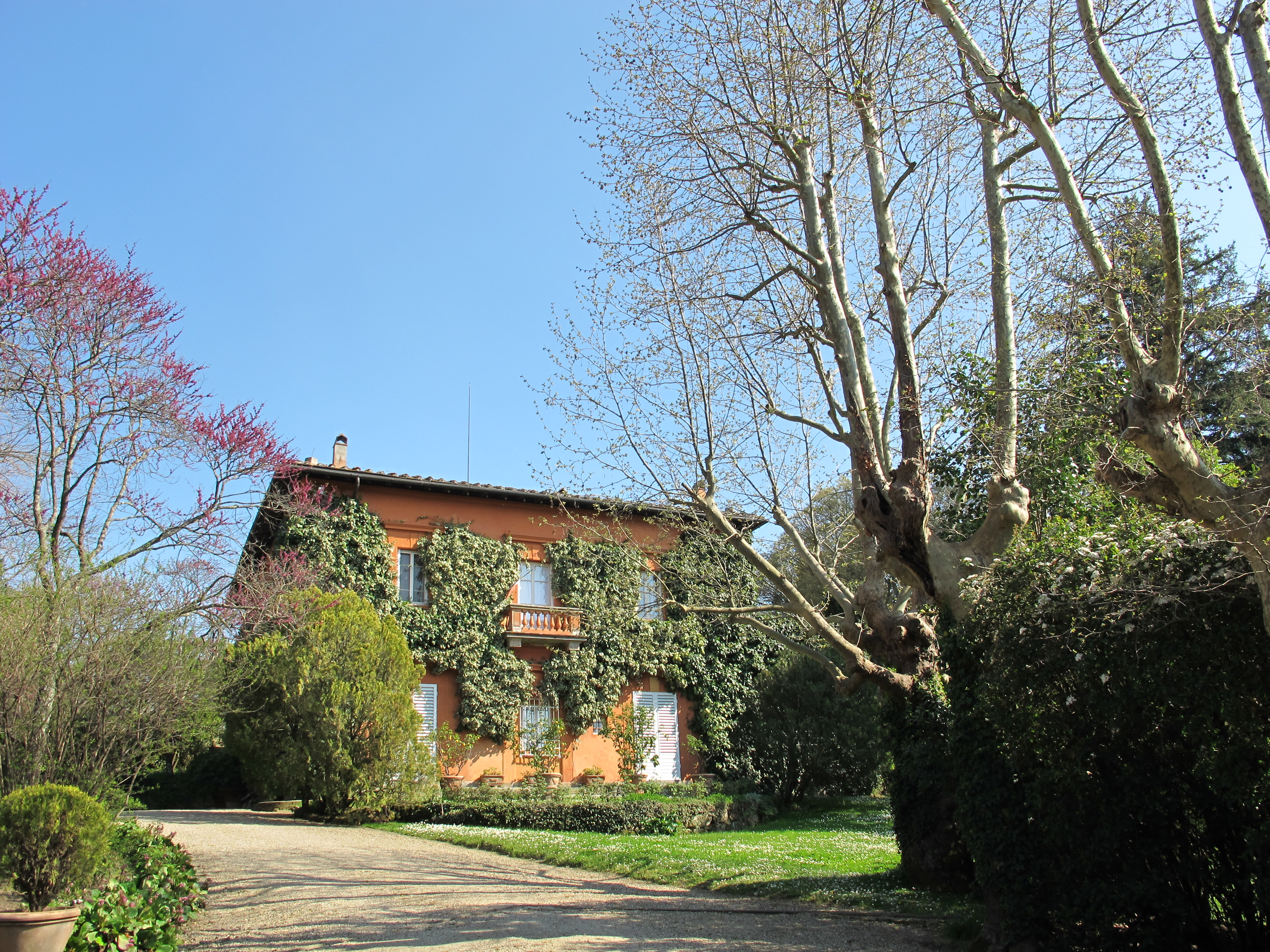
Villa Montececeri, wo Leonardo Da Vinci zum ersten Mal mit Flugmodellen experimentierte

## Städtepartnerschaften
- Bouc-Bel-Air, Provence-Alpes-Côte d’Azur, Frankreich

## Persönlichkeiten

### In Fiesole geboren
- Filippo da Fiesole (um 1500–nach 1540), Architekt, Bildhauer und Steinmetz
- Guglielmo Pugi (1850–1915), Bildhauer
- Anna Hamilton (1864–1935), französische Ärztin
- Arturo Triangi di Maderno e Laces (1864–1935), Seeoffizier
- Inge Westpfahl (1896–1974), Schriftstellerin
- Hans-Dietrich Gronau (1904–1951), deutsch-britischer Kunsthistoriker
- Giuseppe Giorgio Englert (1927–2007), Komponist
- Francesco Calogero (* 1935), Physiker und Universitätsprofessor
- Dacia Maraini (* 1936), Schriftstellerin
- Alessandro Pezzatini (* 1957), Leichtathlet
- Andrea Barzagli (* 1981), Fußballspieler
- Alice Rohrwacher (* 1981), Filmregisseurin
- Guido De Philippis (* 1985), Mathematiker und EMS-Preisträger
- Alessio Cragno (* 1994), Fußballtorwart
- Elena Linari (* 1994), Fußballspielerin
- Ondina Quadri (* 1994), Schauspielerin

### Mit Fiesole verbundene Persönlichkeiten
- Giovanni Boccaccio (1313–1375), italienischer Schriftsteller
- Bianca Cappello (1548–1587), italienische Renaissancefürstin
- Angelo Maria Bandini (1726–1803), italienischer Autor und Bibliothekar
- Alexandre Dumas der Ältere (1802–1870), französischer Schriftsteller
- Giovanni Dupré (1817–1882), italienischer Bildhauer
- Königin Victoria (1819–1901), britische Königin
- Arnold Böcklin (1827–1901), schweizerischer Maler
- Henry James (1843–1916), amerikanisch-britischer Schriftsteller
- Eduard Arnhold (1849–1925), deutscher Unternehmer
- Peter Bruckmann (1850–1925), deutscher Bildhauer
- Vernon Lee (1856–1935), britische Schriftstellerin
- Bernard Berenson (1865–1959), amerikanischer Kunsthistoriker
- Otto Julius Bierbaum (1865–1910), deutscher Schriftsteller
- Frank Lloyd Wright (1867–1959), amerikanischer Architekt
- Jan Verkade (1868–1946), niederländischer Maler
- Carlo Böcklin (1870–1934), Schweizer Architekt und Maler
- Marcel Proust (1871–1922), französischer Schriftsteller
- Gertrude Stein (1874–1946), amerikanische Schriftstellerin und Verlegerin
- Paul Klee (1879–1940), deutscher Maler
- Giuseppe Antonio Borgese (1882–1952), italienisch-amerikanischer Universitätsprofessor
- Max Beckmann (1884–1950), deutscher Maler
- Alfred Neumann (1895–1952), deutsch-jüdischer Schriftsteller
- Elena von Griechenland (1896–1982), Prinzessin von Griechenland und Dänemark sowie Königinmutter von Rumänien
- Paul I von Griechenland (1901–1964), König von Griechenland
- Irene von Griechenland und Dänemark (1904–1974), Prinzessin von Griechenland und Herzogin von Aosta
- Elisabeth Mann Borgese (1918–2002), deutsch-amerikanische Meeresrechtlerin und Ökologin
- Wanda Ferragamo (1921–2018), italienische Modedesignerin und Geschäftsfrau
- Gidon Graetz (1929–2025), israelischer Bildhauer
- Olivier Roy (* 1949), französischer Politikwissenschaftler, Professor in Fiesole